# Загаров, Александр Леонидович
Александр Леонидович Загаров  (настоящая фамилия Фессинг, фон Фессинг; 5 [17] января 1877, Елисаветград, Херсонская губерния — 12 ноября 1941, Саратов) — российский и украинский актёр, режиссёр и театральный педагог. Заслуженный деятель искусств РСФСР (1940).

## Биография
Александр Леонидович фон Фессинг родился 5 января 1877 года в Елисаветграде в семье преподавателя Елисаветградского кавалейрийского училища Леонида Александровича фон Фессинга и Юлии Павловны Похитоновой, родной сестры украинского художника Ивана Павловича Похитонова.
Окончил Харьковское реальное училище, учился на биологическом факультете Брюссельского университета. В 1895 поступил в Московское филармоническое училище в драматический класс Немировича-Данченко. Как актёр дебютировал в 1898 году в Московском художественном театре, где с перерывами проработал до 1906 года. Инспектором Художественного театра с момента его основания был отец актёра. Неоднократно сотрудничал с Товариществом новой драмы В. Э. Мейерхольда в качестве актёра и очередного режиссёра. С 1901 — преподаватель филармонического училища.
Первый режиссёрский опыт получил в сезоне 1901—1902 годов в Ярославле. В 1909—1910 годах работал главным режиссёром Театра Корша в Москве. В 1911—1916 годах переехал в Санкт-Петербург, где поступил в качестве актра и режиссёра в Александринский театр. В 1917 году осуществил постановку пьесы Максима Горького «Дети солнца», исполнил главную роль ученого Протасова (в первом варианте пьесы автор дал ему фамилию Загаров).
В 1917 году перебрался на Украину, в Киев. 28 ноября 1918 года возглавил первый украинский театр независимой Украины — киевский Государственный драматический театр (в настоящее время — Днепропетровский драматический театр имени Т. Шевченко), в котором осуществил постановку почти всех пьес Леси Украинки. В 1920—1921 годах получил должность профессора Киевского музыкально-драматического института им. М. В. Лысенко. В ноябре 1921 года во Львове в театре общества «Украинская беседа» поставил семейно-психологическую драму «Закон» Винниченко. Возглавлял Львовский театр «Русская беседа», Ужгородский театр «Просвещения», Харьковский Краснозаводский театр. Преподавал в Львовской драматической школе, публично выступал в защиту украинского языка в Западной Украине. С 1921 по 1927 годы находился в эмиграции. В 1924 году сыграл роль украинского крестьянина в немецком фильме «Золотой волк». В 1926 вернулся на Украину, работал в Днепропетровске.
С 1924 по 1941 года сотрудничал с различными театрами РСФСР. Работал в Пензе, Владивостоке, Хабаровске, Коврове, с 1939 по 1941 год — в Саратовском театре юного зрителя и Саратовском театре имени Карла Маркса. Умер в Саратове 12 ноября 1941 года в возрасте 64 лет.
Заслуженный деятель искусств РСФСР (1940).
Автор книги «Искусство актера». Один из основателей Донецкого драматического театра.
Среди учеников Александра Загарова — Н. М. Ужвий, Е. Н. Гоголева.

## Работы

### Актёрские работы

#### В театре
- М. Горький «На дне» — Клещ
- А. П. Чехов «Чайка» — Сорин
- У. Шекспир «Юлий Цезарь» — Публий и Пиндар
- Т. Шевченко «Гайдамаки»

#### В кино
- «Золотой волк» (1924, «Карпатфильм») — Иван

### Режиссёрские работы
- Л. Н. Толстой «Живой труп» (1911, совместно с Мейерхольдом)
- М. Горький «Дети солнца»
- В. К. Винниченко «Закон»